# Adelina
Adelina este o arie protejată (sit de importanță comunitară — SCI) din Polonia întinsă pe o suprafață de 493,97 ha, integral pe uscat.

## Localizare
Centrul sitului Adelina este situat la coordonatele 50°37′56″N 23°46′54″E / 50.6321°N 23.7817°E.

## Înființare
Situl Adelina a fost declarat sit de importanță comunitară în octombrie 2009 pentru a proteja 2 specii de plante și 6 specii de animale.

## Biodiversitate
Situată în ecoregiunea continentală, aria protejată conține 2 habitate naturale: Pajiști cu Molinia pe soluri calcaroase, turboase sau argilos-nămoloase (Molinion caeruleae), Păduri de stejar și carpen Galio-Carpinetum.
La baza desemnării sitului se află mai multe specii protejate:
- plante (2): Angelica palustris, papucul doamnei (Cypripedium calceolus)
- amfibieni (1): buhai de baltă cu burta roșie (Bombina bombina)
- nevertebrate (4): fluturele purpuriu (Lycaena dispar), Phengaris nausithous, Phengaris teleius, Vertigo angustior
- pești (1): boarță (Rhodeus amarus)